# Cratichneumon causticus
Cratichneumon causticus är en stekelart som först beskrevs av Cameron 1885.  Cratichneumon causticus ingår i släktet Cratichneumon och familjen brokparasitsteklar. Inga underarter finns listade i Catalogue of Life.